# 刑部経貞
刑部 経貞（おさかべ つねさだ）は、安土桃山時代の武将。下野宇都宮氏の家臣。刑部城主。

## 略歴
刑部氏は下野宇都宮氏の庶流。横田師綱の二男・刑部良業が応永年間に刑部郷を領有して刑部城を築城し、刑部氏を称したのが始まりである。
宇都宮国綱の命で豊臣秀吉による文禄の役に参陣するが文禄2年（1593年）に戦死した。
慶長2年（1597年）に主家である下野宇都宮氏が改易されると、刑部氏も没落し、刑部城は廃城となっている。